# Siemiatycze (Landgemeinde)
Die gmina wiejska Siemiatycze [ɕɛmʲaˈtɨt͡ʂɛ] ist eine selbständige Landgemeinde in Polen im Powiat Siemiatycze in der Woiwodschaft Podlachien. Ihr Sitz befindet sich in der Stadt Siemiatycze (belarussisch Сямятычы, Sjamjatytschy).

## Geographie

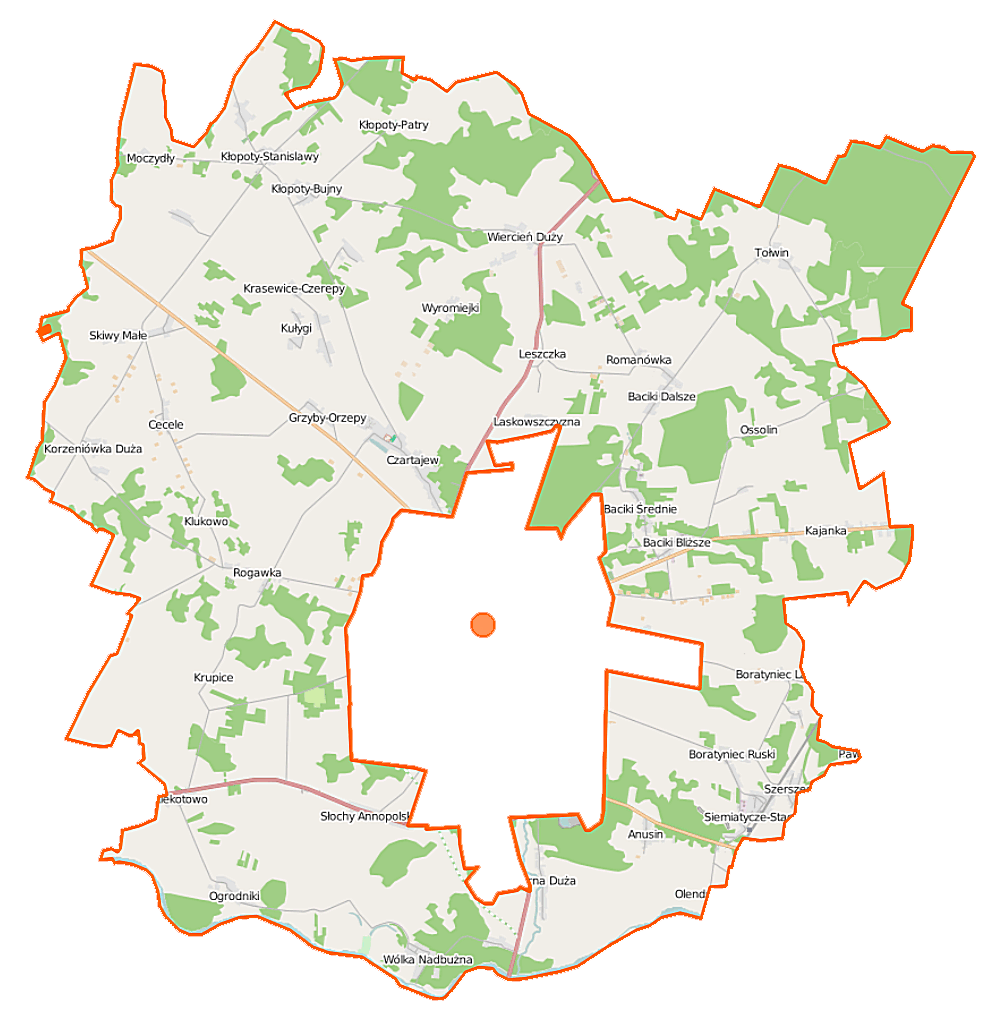
Karte der Landgemeinde

Die Landgemeinde umfasst die Stadt Siemiatycze vollständig.

## Gemeindegliederung
Die Landgemeinde, zu der die Stadt Siemiatycze selbst nicht gehört, hat eine Fläche von 227,14 km², auf der (Stand: 31. Dezember 2020) 6026 Menschen leben.
Zur Gmina gehören folgende Ortschaften mit einem Schulzenamt:
Anusin
Baciki Bliższe
Baciki Dalsze
Baciki Średnie
Boratyniec Lacki
Boratyniec Ruski
Cecele
Kłopoty-Bańki
Kłopoty-Bujny
Korzeniówka
Lachówka
Leszczka
Moczydły
Ogrodniki
Olendry
Ossolin
Rogawka
Romanówka
Skiwy Duże
Skiwy Małe
Szerszenie
Tołwin
Turna Duża
Turna Mała
Wiercień Duży
Wiercień Mały
Wólka Nadbużna
Wyromiejki
Zalesie
Weitere Orte der Landgemeinde sind:
Czartajew
Grzyby-Orzepy
Hałasówka
Hryćki
Kadłub
Kajanka
Klekotowo
Klukowo
Kłopoty-Patry
Kłopoty-Stanisławy
Korzeniówka Mała
Krasewice-Czerepy
Krasewice-Jagiełki
Krasewice Stare
Krupice
Kułygi
Laskowszczyzna
Siemiatycze-Stacja
Słochy Annopolskie
Wólka Biszewska

## Gemeindepartnerschaften
- Amt Gransee, Brandenburg, Deutschland.